# Хворостьево
Хворостьево — деревня в Торопецком районе Тверской области России. Входит в состав Речанского сельского поселения.

## История
В 1764 (по другим данным — в 1773 году) помещиком И. С. Челищевым в Хворостьеве была построена деревянная церковь Гурия, Симона и Авива. Позднее она была приписана к Троицкой церкви. Сломана в середине XX века. В настоящее время не сохранилась.
В 1821 году была построена каменная Троицкая церковь. В настоящее время находится в полуразрушенном состоянии.

Фотографии церквей в начале XX века
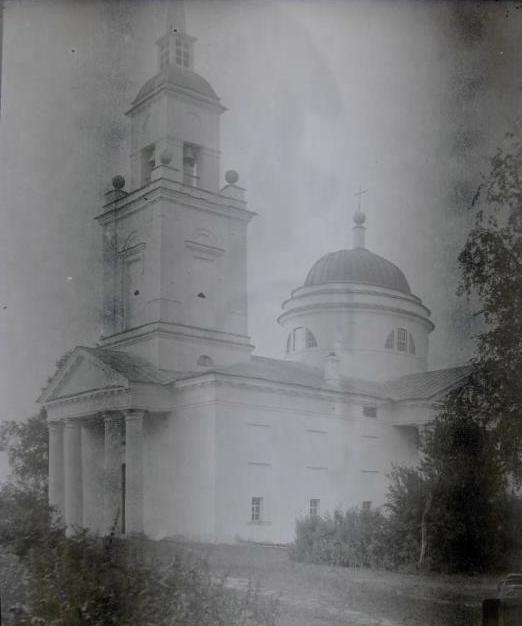
Троицкая церковь
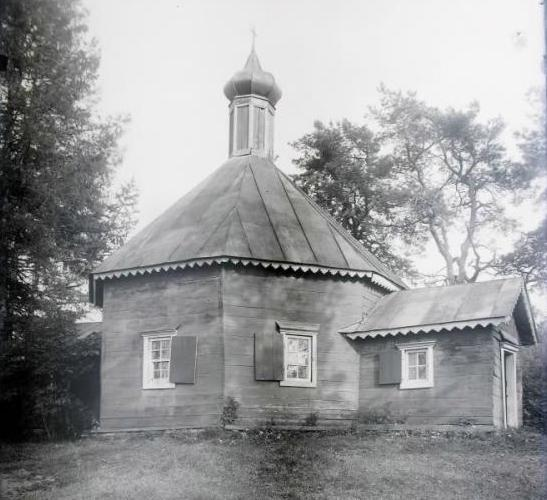
Церковь Гурия, Самона и Авива

На топографической карте Фёдора Шуберта 1867—1901 годов обозначена деревня Хворостиво.
В списке населённых мест Псковской губернии за 1885 год значится погост Хворостьево. Располагался при колодце в 12 верстах от уездного города. Входил в состав Хворостьевской волости Торопецкого уезда. Имел 5 дворов и 32 жителя.
На карте РККА 1923—1941 годов обозначена деревня Хворостьево. Имела 30 дворов.
В годы Великой Отечественной войны в деревне Хворостьево находился Белорусский штаб партизанского движения (БШПД). БШПД был создан в сентябре 1942 года и первое время находился в прифронтовой полосе в деревнях Шейно и Тимохино Торопецкого района Калинской области, затем — в деревне Хворостево того же района. В ноябре 1942 года штаб переехал в Москву.

## География
Деревня расположена в 16 километрах к югу от районного центра, города Торопец. Ближайшими населённым пунктом является деревня Ананино (500 метров на юг).
Климат
Деревня, как и весь район, относится к умеренному поясу северного полушария и находится в области переходного климата от океанического к материковому. Лето с температурным режимом +15…+20 °С (днём +20…+25 °С), зима умеренно-морозная −10…−15 °С; при вторжении арктических воздушных масс до −30…-40 °С.
Часовой пояс
Деревня Хворостьево, как и вся Тверская область, находится в часовой зоне МСК (московское время). Смещение применяемого времени относительно UTC составляет +3:00.

## Население
| 2010 |
| ---- |
| 15   |

Население по переписи 2002 года — 24 человека.
Национальный состав
Согласно результатам переписи 2002 года, в национальной структуре населения русские составляли 88 % от жителей.